# Țibana
Țibana is een Roemeense gemeente in het district Iași.
Țibana telt 7649 inwoners.